# Olympisch Kwartier

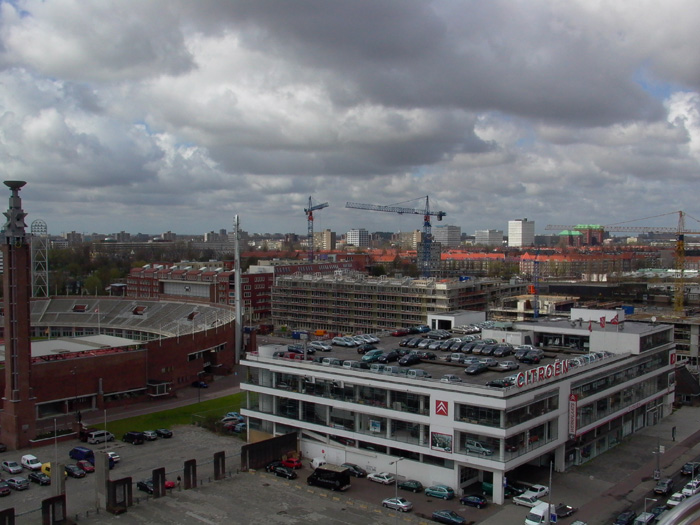
Olympisch Kwartier in aanbouw

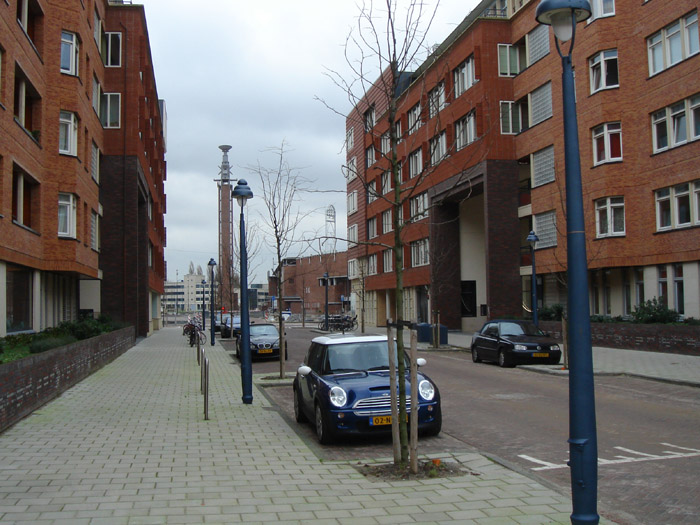
Rheastraat in het Olympisch Kwartier

Het Olympisch Kwartier is een nieuwbouwwijk direct naast het Olympisch Stadion in Amsterdam. De wijk ligt in de Stadionbuurt in het stadsdeel Zuid. Met in totaal 969 nieuwe woningen was het tijdens de bouw het de grootste nieuwbouwlocatie binnen de Ring A10. Na een prijsvraag in 2001 kregen de nieuwe straten in de wijk namen van Griekse godinnen: Laan der Hesperiden (genoemd naar de Hesperiden), Eosstraat (genoemd naar Eos), Afroditekade (genoemd naar Afrodite), Hestiastraat (genoemd naar Hestia), Rheastraat (genoemd naar Rhea) en Artemisstraat (genoemd naar Artemis).

## Beschrijving

### Woonblokken
De wijk bestaat uit zeven woonblokken:
- Blok 0: Bouwblok uit 1928 van de architect Peters op de hoek van de Amstelveenseweg en het Stadionplein is blijven staan en maakt nu deel uit van de nieuwe wijk. Wel veranderd zijn de straatnamen. De Stadionstraat (waar tot 2003 tramlijn 16 zijn eindpunt had) bestaat niet meer; de woningen liggen nu aan de Hestiastraat en de Eosstraat. De adressen van het blok aan de Stadionpleinkant zijn veranderd in Laan der Hesperiden.
- Blok 1: Met de naam 'Winnaar' samen met blokken 2 en 3 eigendom van BPF BouwInvest. Deze blokken samen tellen in totaal 412 huurwoningen in de vrije sector. In blok 1 is ook de Openbare Bibliotheek gevestigd.
- Blok 2: Met de naam 'Vaandeldrager'.
- Blok 3: Met de naam 'Koploper', met in de binnentuin een kinderdagverblijf (Kleintje Zuid) en in de kelder een zwembad en fitnessruimte voor de bewoners van de blokken 1, 2 en 3.
- Blok 4: Met de naam 'Zuidkwartier', bestaande uit 79 koopappartementen en 82 vrijesectorhuurwoningen. Oorspronkelijk zou dit blok onder de naam 'Wilskracht' worden ontwikkeld met minder en grotere woningen.
- Blok 5: Met de naam 'Atleet', is een gemeenschappelijke ontwikkeling van woningcorporatie Eigen Haard en Pensioenfonds Metaal en Techniek met in totaal 186 woningen waarvan 89 sociale en 97 vrijesectorhuurwoningen.
- Blok 6: Met de naam 'Marathon', is een ontwikkeling van woningbouwcorporatie Eigen Haard met in totaal 210 woningen, waarvan 21 koopwoningen en 189 sociale huurwoningen. De sociale huurwoningen zijn gedeeltelijk bestemd voor ouderen, waaronder 62 Wibo (Wonen in Beschermde Omgeving) en 11 Fokus woningen (aangepaste woningen voor mindervaliden). Ook worden in dit blok twee bedrijfsruimtes voor zorginstellingen en één ADL-unit (Algemene Dagelijkse Levensverrichtingen) gerealiseerd.

### Geschiedenis
Het gedeelte van het Plan Zuid van Berlage ten westen van de Amstelveenseweg is nooit uitgevoerd volgens het plan van 1917 omdat Amsterdam in 1923 de Olympische Spelen van 1928 toegewezen kreeg. Op de locatie van wat we nu het Olympisch Kwartier noemen, werd in 1928 ook gesport. Het bouwblok op de hoek van de Amstelveenseweg en het Stadionplein (blok 0) stond er toen. Op de plek van het huidige blok 1 zou een tentoonstellingsgebouw komen, met daarvoor het Eerehof. Dit tentoonstellingsgebouw werd uiteindelijk niet gerealiseerd. Ernaast, op de plek van blok 2, blok 3 en blok 4 zuidzijde, lag het cricketveld met daarnaast, aan de Stadiongracht, een terras met op de plek waar de Jan Wilsbrug wordt aangelegd een restaurant. Op de plek van blok 4 noordzijde was de Olympische jachthaven gesitueerd. Op de plek van blok 5 lagen tien tennisbanen. Het geplande tennisstadion op de plek van blok 6 is er nooit gekomen. Aan de andere kant van de Stadiongracht lag het Olympische zwembad. De latere filmheld Johnny Weissmuller (Tarzan) behaalde hier zijn twee gouden plakken. Onder het kantoorgebouw van reclamebureau Young & Rubicam zouden nog oude fundamenten van dit zwembad aanwezig zijn. Na de spelen lagen in het gebied tennisbanen van Ready, voetbalvelden, een cricketveld en stond op de plek van het huidige blok 6 het Frans Ottenstadion (inmiddels verplaatst naar het IJsbaanpad).
Vanaf het begin van de jaren 80 bestond het idee om bij de sloop van het Olympisch Stadion het vrijkomende terrein voor woningbouw te bestemmen. Op basis van een Nota van Uitgangspunten van het stadsdeel Amsterdam-Zuid in 1988 kreeg stedenbouwkundige Hans Ebberink de opdracht een stedenbouwkundig programma van eisen op te stellen. Het stadsdeel heeft hierop zes ontwikkelaars geselecteerd die op hun beurt weer negen architectenbureaus (of combinaties van architectenbureaus) aan het werk zetten. In 1992 kwam het plan van Lafour en Wijk als winnaar uit de bus. Tot het Olympisch Stadion in 1996 door een publieksactie werd gered, was er sprake van de sloop van het stadion en de bouw van circa 1250 woningen in het gebied.
Bij de ingang van de wijk staat het opgeknapte portiershuisje (Stadionplein 18) dat voor de bouw van de woningblokken in 2002 verplaatst moest worden.

### Architectuur
De woningbouwplannen beperkten zich uiteindelijk dus tot het terrein ten noorden van het stadion en samen met stedenbouwkundige Hans Ebberink paste Lafour en Wijk het stedenbouwkundig plan aan. Geheel in de stedenbouwkundige traditie van Berlage is sprake van gesloten bouwblokken met binnentuinen. De binnentuinen zijn collectief en liggen deels boven op de ondergrondse parkeergarages. Ook de architectuur van de Amsterdamse School komt terug in de ontwerpen, vooral in de ontwerpen van Lafour en Wijk. Door te variëren in bouwhoogte (zeslaags aan de buitenranden en vijflaags in de binnenstraten), architectuur en straatbreedte ontstaat een heel bijzonder geheel. De zes nieuwe bouwblokken zijn ontworpen door gerenommeerde architectenbureaus als Mulleners + Mulleners (langs de Afroditekade), Lafour en Wijk (langs de Eosstraat en de binnenstraten) en Rudy Uytenhaak (langs de Laan der Hesperiden). De besloten binnentuinen zijn ontworpen door het bureau Van Empelen Van Aalderen en zijn via de transparante poorten goed te zien.
Ook over het gasreduceerstation op de hoek van de Amstelveenseweg en de Stadiongracht is nagedacht. In overleg met Nuon heeft architectenbureau Mulleners + Mulleners, tevens verantwoordelijk voor de gevels langs de Afroditekade, hier in 2006 een rond opengewerkt bakstenen gebouwtje neergezet. De bakstenen letters 'GAS' in het gebouwtje verwijzen naar de functie.

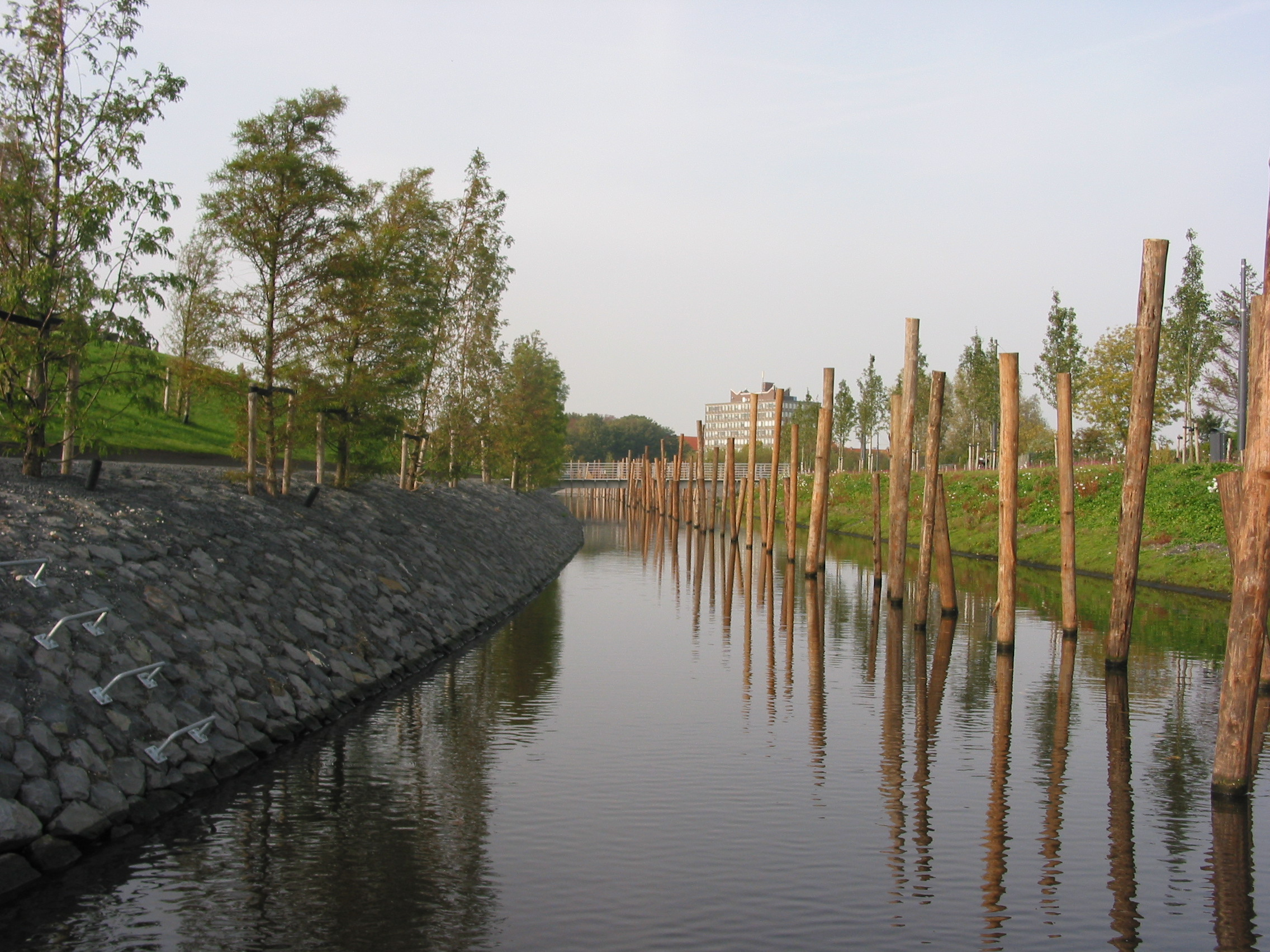
Park Schinkeleilanden.

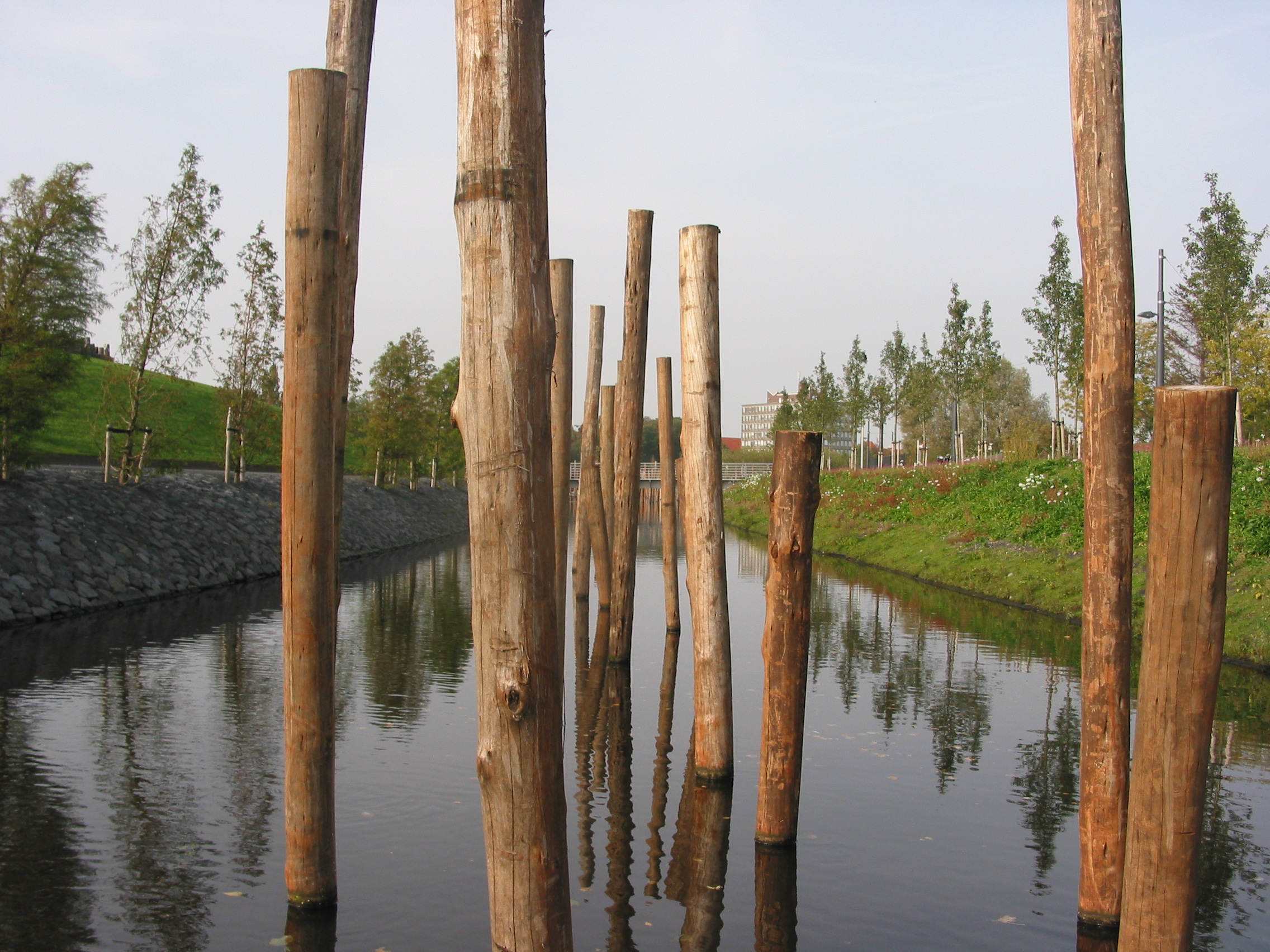
Park Schinkeleilanden.

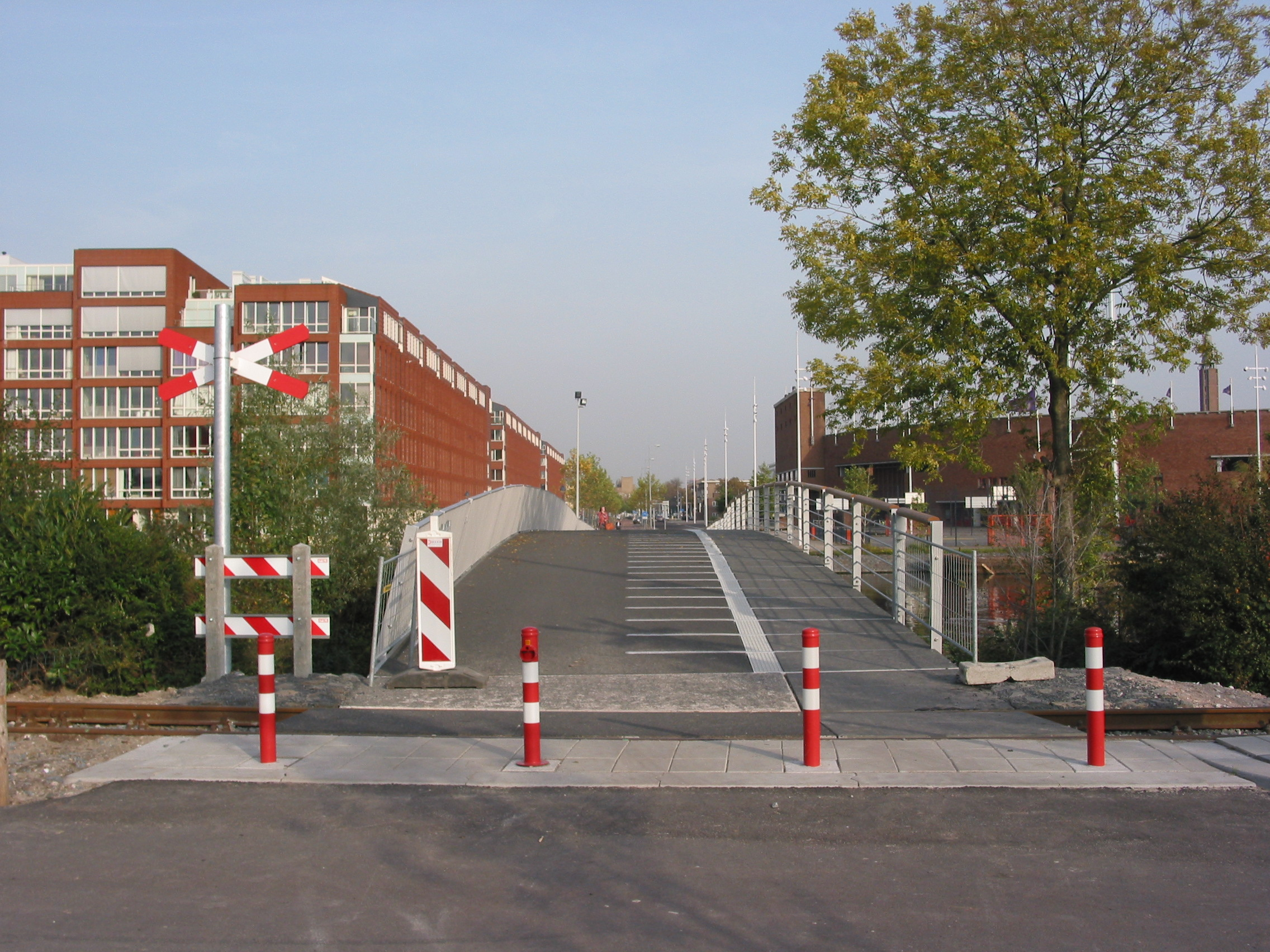
Jan Wilsbrug met op de voorgrond de museumtramlijn van de EMA.

### Kunst
In het Olympisch Kwartier is veel aandacht besteed aan kunst in de openbare ruimte. In de transparante entreepoorten van de woonblokken hangen cirkels van neonlicht, de zogenaamde 'moongates', ontworpen door lichtkunstenaar Willem Hoebink. In de bakstenen bloembakken voor de woningen heeft kunstenaar Martijn Sandberg onder de naam 'Forever in Stone' de tekst 'Forever', 'Again' en 'Stoned' verwerkt. Kunstenaar Reinoud Oudshoorn is verantwoordelijk voor de huisnummers die zijn weergegeven in gezandstraald glas, gegoten in beton of van aluminiumcirkels gemaakt. Tijdens de bouw van de woningen hingen op de hekken rondom de bouwplaatsen foto's van Paul Fennis, Ilse Schrama, Pauline Prior en Hans Samsom.

### Stadswarmte
Alle nieuwe woningen in het Olympisch Kwartier zijn aangesloten op het stadswarmtenet van Nuon en hebben geen gasaansluitingen. Stadswarmte maakt gebruik van warmte die vrijkomt bij grote installaties in de omgeving zoals de elektriciteitscentrale in Diemen en de Vrije Universiteit. Deze restwarmte wordt opgevangen en gebruikt voor zowel verwarming als warmwatervoorziening in de woningen.

### Nieuwe bruggen
Een nieuwe fiets- en voetgangersbrug in het verlengde van de Laan der Hesperiden, de Jan Wilsbrug, verbindt het Olympisch Kwartier sinds 2008 met de Schinkeleilanden het Natuureiland en het Schinkeleiland die parkachtig zijn heringericht. De brug is vernoemd naar de architect van het Olympisch Stadion en de twee Citroëngebouwen en is een ontwerp van Rob Lubrecht. De baan van de Electrische Museumtramlijn Amsterdam loopt dwars door het herontwikkelde gebied maar wordt alleen in de zomermaanden op zondag bereden.
Tussen Olympisch Stadion en IJsbaanpad werd eveneens een brug gebouwd. Deze brug, ontworpen door architect René Zuuk en geschikt voor autoverkeer, kreeg de naam Na druk gelukbrug. Na druk geluk was een boerderij die tot begin 20e eeuw langs de Amstelveenseweg (in de toenmalige Binnendijksche Buitenveldertsche Polder) stond, ongeveer op de plek van het huidige huizenblok Stadionplein, Stadionkade, Jasonstraat, Argonautenstraat). De naam is door bewoners van het stadsdeel gekozen naar aanleiding van een prijsvraag; andere geselecteerde namen waren Jan Wiesemanbrug en Blauw-Witbrug.